# 비젤라

비젤라의 위치

비젤라(포르투갈어: Vizela)는 포르투갈 브라가현에 위치한 도시로 면적은 24.70km2, 인구는 23,736명(2011년 기준), 인구 밀도는 960명/km2이다.

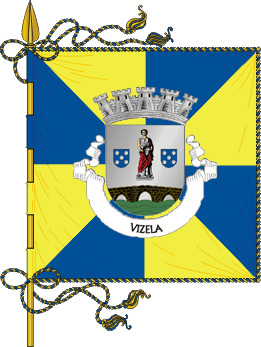
시기
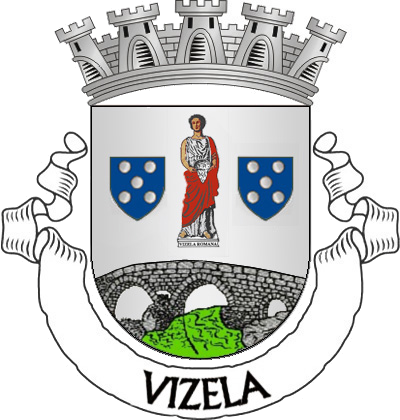
시 문장